# سفارة كوريا الجنوبية في المكسيك
سفارة كوريا الجنوبية في المكسيك هي أرفع تمثيل دبلوماسي لدولة كوريا الجنوبية لدى المكسيك. تقع السفارة في مدينة مكسيكو وهي تهدف لتعزيز المصالح الكورية جنوبية في المكسيك.

## وصلات خارجية
- قائمة سفارات كوريا الجنوبية
- قائمة السفارات في المكسيك